# Down to Earth (Stevie Wonder)
Down to Earth  è un album di Stevie Wonder, pubblicato dalla Tamla (Motown) nel 1966.

## Tracce
1. A Place in the Sun (Ron Miller, Bryan Wells) 2:52
2. Bang Bang (Sonny Bono) 2:42
3. Down to Earth (Ron Miller, Avery Vanderberg) 2:50
4. Thank You Love (Henry Cosby, Sylvia Moy, Wonder) 2:55
5. Be Cool, Be Calm (And Keep Yourself Together) (Cosby, Moy, Wonder) 2:43
6. Sylvia (Cosby, Moy, Wonder) 2:34
7. My World Is Empty Without You (Holland-Dozier-Holland) 2:53
8. The Lonesome Road (Gene Austin, Nat Shilkret) 3:06
9. Angel Baby (Don't You Ever Leave Me) (Cosby, Moy) 2:45
10. Mr. Tambourine Man (Bob Dylan) 2:30
11. Sixteen Tons (Merle Travis) 2:42
12. Hey Love (Morris Broadnax, Clarence Paul, Wonder) 2:41